# Plastična vrečka
Plastične nakupovalne vrečke, nosilne vrečke ali vrečke z živili, so pogosta oblika nakupovalne torbe povsod po svetu. Najpogosteje so te vrečke namenjene za enkratno uporabo, za prevoz predmetov iz trgovine do doma. Ponvno se uporabi le kot vrečka za shranjevanje ali kot vrečka za smeti.

## Zgodovina
Patentne prijave v zvezi z proizvodnjo plastične nakupovalne vrečke segajo v začetek leta 1950 v Združene države Amerike in Evropo. Lahko nakupovalno vrečko, kot jo poznamo danes, je izumil Švedski inženir Sten Gustaf Thulin. Ideja za oblikovanje plastične vrečke iz enega kosa, se mu je porodila pri varjenju in izsekovanju stanovanjskih cevi iz plastičnih mas, v začetku leta 1960 pri podjetju za pakiranje Celloplast v Norrköpingu na Švedskem. Njegova ideja proizvaja preproste, močne vrečke z visoko nosilnostjo in je bila patentirana na svetovni ravni leta 1965 (kopija patenta 5669504). Celloplast je bil uveljavljen proizvajalec celulozne folije in pionir v predelavi plastičnih mas. Družba je imela skoraj monopolni položaj na tržišču, vendar so druga podjetja videla uspeh v proizvodnji plastičnih vrečk in leta 1977 s pomočjo podjetja Mobil razveljavili patent. Od sredine leta 1980 naprej pa je nastopila vojna glede izdelave in porabe plastičnih vrečk. Plastične vrečke veljajo danes za enega najbolj izrazitih znakov potrošništva na svetu. Najdemo jih tako rekoč vsepovsod. Praktičnost in uporabnostjim dajejo lastnosti kot so: lahkost, cenovna dostopnost, vodoodpornost, enostavna uporaba. 

## Proizvodnja in surovine
Surovina za proizvodnjo plastične nakupovalne vrečke je lahko nafta, naravni plin ali drugi petrokemični derivat,
ki so v tovarnah plastike pretvorjeni v verige vodika in ogljika, bolj znanih kot polimeri. 
Polietilen je nato nadaljnjo toplotno obdelan in stisnjen v želeno obliko. Tipična vrečka je težka le nekaj gramov.

## Težave zaradi proizvodnje
Poraba samih nakupovalnih vrečk znaša od 500 – 1000 milijard vrečk na leto, kar je več kot milijon vrečk na minuto. 
Največji porabnik sta v 80-ih odstotkih Severna Amerika in Evropa. Ocenjuje se da so Evropske države med večjimi uporabniki le teh (ocene za Slovenijo znašajo 300-600 milijonov vrečk na leto oziroma 150-300 na osebo).
Približno 60 do 100 milijonov sodov nafte, je letno potrebne za proizvodnjo plastičnih vrečk. 
Zaradi proizvodnje plastičnih vrečk, se letno v ozračje spusti na tone emisij ogljikovega dioksida. Če bi na primer: v Veliki Britaniji prepovedali plastične vrečke, bi bil učinek enak, kot če bi iz prometa vzeli 18 tisoč avtomobilov. 
Center za ohranjanje morja ocenjuje, da so plastične vrečke med dvanajst najpogosteje najdenimi predmeti na obali. 
Američani na leto odvržejo 100 milijard plastičnih vrečk, v Tajvanu porabijo 20 milijard vrečk, Avstralci 6,9 milijarde na leto oziroma 326 na osebo.

## Posledice v gospodarstvu
Uvedba davka, oziroma prepoved uporabe vrečk pa ima nažalost tudi “stranske učinke”. Povečala se je poraba vrečk za zelenjavo in sadje, ter papirnatih vrečk, katerih izdelava in potem reciklaža je okolju še bolj škodljiva. Prav tako papirnate vrečke pri razkrajanju v ozračje izpuščajo CO2.Na Kitajskem je prepoved plastičnih vrečk doprineslo k izgubi zaposlitve več kot 20.000 delavcev.

## Vpliv na okolje
V okolju plastične vrečke potrebujejo od 20 pa tudi do 1000 let, da razpadejo. Vendar pri tem ne zgnijejo, saj niso biorazgradljive. Razpadejo na nekakšen manjši prah in neglede na velikost, ti delci ostanejo za vedno neprebavljivi v življennskem ekosistemu. Vrečke predstavljajo veliko grožnjo za okolje. Na tisoče morskih živali na leto pogine zaradi plastičnih vrečk. Težava je v tem, da večina plastičnih vrečk nikoli ne pride do odlagališča, ampak jih ljudje odvržemo že prej – tako potem 'krasijo' ograje, drevesa ob rekah, mašijo jarke in kanalizacijo ter rečne struge. Želve, kiti in drugi morski sesalci, ter ptice zamenjajo vrečke za hrano in jih pogoltnejo, te vrečke pa jim nato zamašijo prebavni sistem, zaradi česar živali poginejo. Večkrat se tudi zgodi, da se živali (npr. ptice) tako zapletejo vanje, da se zadušijo. Ne le za živali, velik vpliv imajo tudi na zdravje ljudi. Plastične vrečke, ki se znajdejo na divjih odlagališčih, se namreč nikoli v resnici ne razgradijo, temveč v njih poteka svetlobni razkroj v vedno manjše in manjše strupene delce, ki onesnažujejo zemljo in vodne vire. Tako predstavljajo grožnjo podtalnici, ki je glavni vir pitne vode v Sloveniji in svetu. Preko podtalnice voda prehaja v naša telesa in nas zastruplja. 
Zato je divja odlagališča treba nujno sanirati.

## Zakonodaja
Plastične vrečke so bodisi omejili ali pa celo prepovedali v 25 odstotkih držav. Prav Avstralija je bila ena od prvih razvitih držav, ki so ukinile plastične vrečke iz prometa. Njihov ukrep je začel delovati leta 2008. Irska je leta 2002 vpeljala davek 0,22 €  na vrečko, kar je pripomoglo do 90 odstotkov zmanjšanja porabe vrečk. Nasplošno se v vseh razvitejših državah pripravljajo drastični ukrepi glede proizvodnje in uporabe plastičnih vrečk.
Države ki so uvedle davek na plastične vrečke: Italija, Belgija, Tajvann, Irska, Danska, Finska, Korzika, Nemčija, Švedska, Švica, Združeno kraljestvo, Kanada.
Države ki so popolnoma prepovedale plastične vrečke: Mehika, Bangladeš, Indija, Mumbaj, San Francisco, Oakland, Bangladeš, Ljudska republika Kitajska

## Ekonomija
Podatki agencije za zaščito okolja kažejo, da se vsako leto porabi od 500 do 1000 milijard plastičnih vrečk.Obstaja pa tudi nerazumljiva ekonomija recikliranja vrečk: Proizvodnja in razgradnja ene tone plastičnih vrečk stane 4.000 dolarjev, na trgu pa so prodane za 32 dolarjev.